# Byron McMackin
Byron McMackin nació el 30 de diciembre de 1969 en Hermosa Beach, California y es el batería original de la banda de punk rock Pennywise.

## Biografía
McMackin era (y sigue siéndolo) un skater local cuando Jason Thirsk aconsejó a Jim Lindberg de que convencieran a McMackin para ingresar en la banda que estaban creando, ya que sólo les faltaba un batería. McMackin acepta y los tres, junto a Fletcher Dragge forman Pennywise en 1988. También le apasiona también el surf y el snowboard.
Participó en el viaje que la banda de punk rock The Vandals realizó a Irak a tocar para las tropas estadounidenses.